# Gamma Cephei Ab
Gamma Cephei Ab je egzoplanet na procijenjenoj udaljenosti od 45 svjetlosnih godina, u orbiti zvijezde Gamma Cephei iz konstelacije Kefej. 